# Campsidium
Campsidium é um género botânico pertencente à família Bignoniaceae.
- Campsidium chilense
- Campsidium filicifolium
- Campsidium valdivianum